# 1571

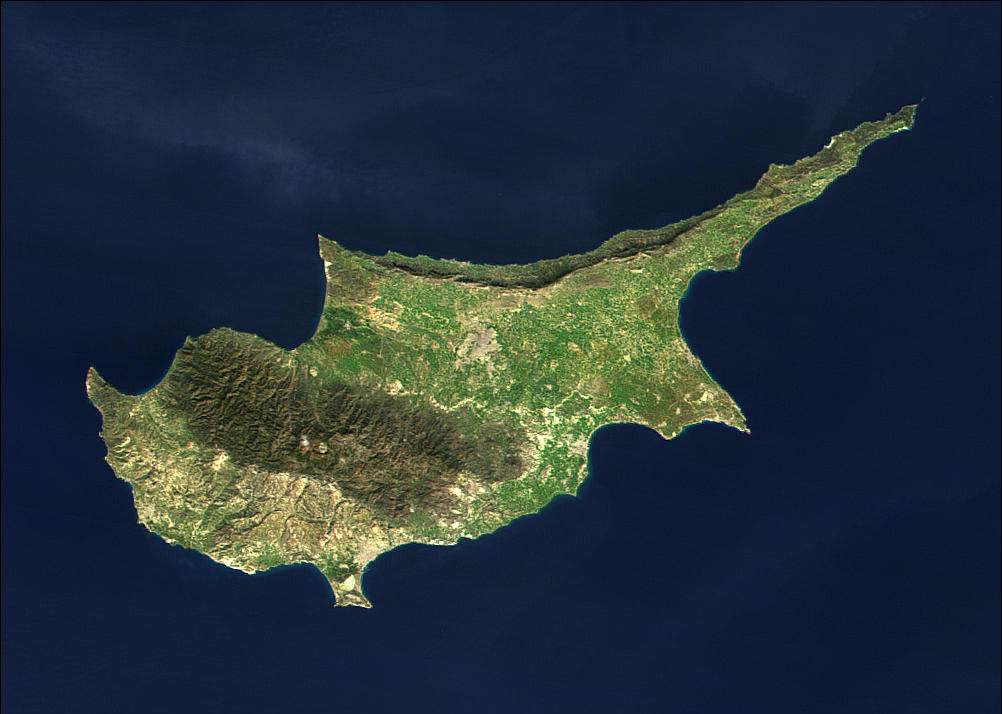
Cyprus

Het jaar 1571 is het 71e jaar in de 16e eeuw volgens de christelijke jaartelling.

## Gebeurtenissen
mei
- 12 - Het bombardement van Famagusta —onder beleg sinds september 1570— is begonnen.
- 21 - Alva laat elf schepen uitvaren onder Boshuizen, die een maand later de geuzen verslaan bij Emden.

juni
- 24 - De Spanjaarden veroveren Manilla, dat tot hoofdstad wordt gemaakt van het eilandenrijk dat de veroveraars naar Filips II noemen: de Filipijnen. De bevolking wordt tot het rooms-katholicisme bekeerd. Filips plaatst het land onder de onderkoning van Mexico en regelt dat de handel geheel via dit land moet lopen.

juli
- 31 - De landvoogd Alva vaardigt het decreet van de Tiende Penning uit: een soort btw.

augustus
- 1 - Famagusta geeft zich over. Hiermee is Cyprus in Turkse handen. Lala Mustafa Pasha belooft vrije aftocht.
- 2 - De stad Cochabamba in het latere Bolivia wordt gesticht in opdracht van de Spaanse Onderkoning van Peru Francisco de Toledo. Het moet een agrarisch productiecentrum worden om eten te produceren voor de mijnsteden in het relatief dichtbijgelegen gebied van de Hooglanden van Bolivia, met name voor de stad Potosí.
- 5 - Bij de officiële overdracht van de sleutels van de stad Famagusta barst de Turkse aanvoerder plotseling in woede uit. De weinige overlevenden worden alsnog afgeslacht.
- 16 - De Spaanse ex-pater en vluchteling Casiodoro de Reina verkrijgt het burgerschap van Frankfurt.

september
- 9 - De Turken veroveren Nicosia.

oktober
- 7 - Slag bij Lepanto (zeeslag bij Griekenland). De christenen, hoofdzakelijk Spanjaarden, overwinnen de grotere vloot van de Osmanen.
- De eerste Synode van Emden wordt gehouden met deelname van Franse, Duitse en Nederlandse protestanten. De Heidelbergse Catechismus en de Nederlandse geloofsbelijdenis worden erkend. Deze bijeenkomst geldt als eerste officiële vergadering van de Nederlandse Gereformeerde Kerk.

december
- 14 - Formele scheiding van Willem I de Zwijger van Anna van Saksen.
- 19 - De stad Gent beslist "dat niemand na de clocke zonder licht zäl gaen, dat men op alle hoeken van de grootste straeten lanternen zulle hangen en meer diergelijcke zaken".

zonder datum
- In de Nederlanden bereidt men zich voor op een lange strijd. Zo wordt ongeveer een zesde deel van de eiken van het Haagse Bos (Den Haag) gekapt om een verdediging te bouwen tegen Spaanse soldaten.
- De Mongolen plunderen Moskou, de stad gaat in vlammen op.
- Nokkeo Kumman volgt zijn vader Sai Setthathirat I op als 18e koning van Lan Xang.

## Beeldende kunst

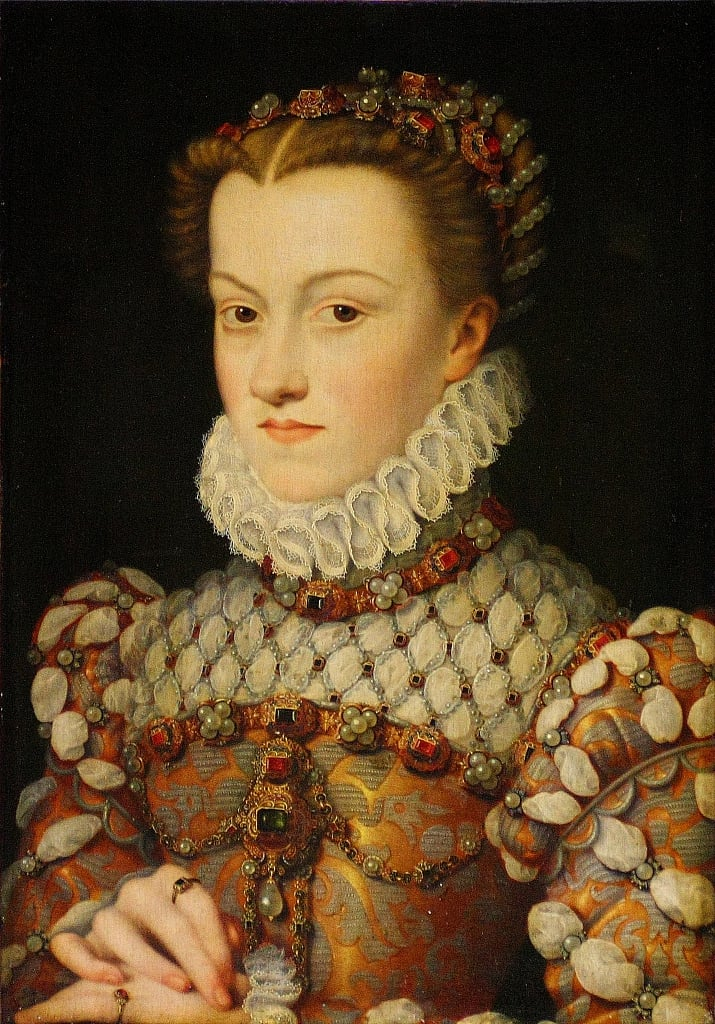
Elizabeth van Oostenrijk (1571) François Clouet, Louvre

## Bouwkunst

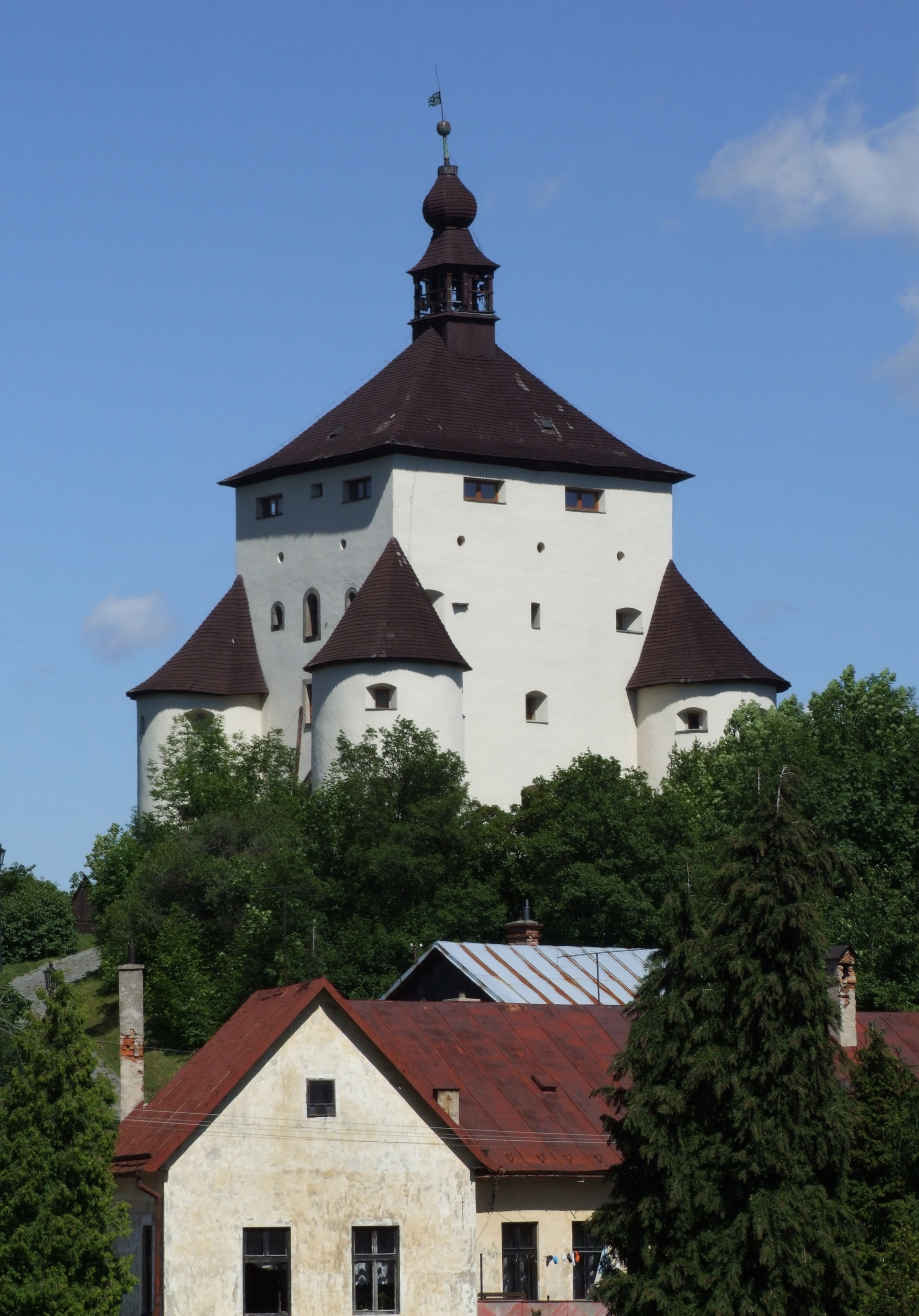
Banská Štiavnica, Slowakije (1571)

## Geboren
september
- 27 of 28 september - Michael Praetorius, Duits componist (overleden 1621)
- 29 - Caravaggio, Italiaans schilder (overleden 1610)

december
- 27 - Johannes Kepler, Duits astronoom, astroloog en wis- en natuurkundige (overleden 1630)

datum onbekend
- Elisabeth Bas, Nederlands herbergierster (overleden 1649)
- Frederik de Houtman, Nederlands reiziger, taalkundige en astronoom (overleden 1627)

## Overleden
januari
- 3 - Joachim II Hector van Brandenburg (65), keurvorst van Brandenburg

februari
- 13 - Benvenuto Cellini (70), Italiaans beeldhouwer